# Дистрофно језеро
Дистрофно језеро (грч. dis — недовољно, сиромашно и грч. trophos — храњење) је језеро које је веома сиромашно хранљивим биогеним материјама, те због тога фитопланктон, скоро да одсуствује. У њима се највише запажају хумусне киселине. Оваква језера су најчешће мрке боје, изузетно мале провидности, сиромашна кисеоником услед оксидације хумуса. Дно басена прекрива тресетни муљ, који је карактеристичан за мочварне пределе. Оваква језера заступљена су у областима између Иртиша и Оба у Русији, са назнаком на област Васјугање.